# Carnets de l'Iliazd-Club

Les Carnets de l'Iliazd-Club sont une revue savante à publication irrégulière, publiée à Paris depuis 1990. Elle est l'organe de l'Iliazd-Club, société savante soumise à la loi sur les associations de 1901 qui a pour objet la sauvegarde et la promotion des œuvres et de la pensée du poète, romancier et éditeur russo-géorgien émigré en France Ilia Zdanevitch, dit Iliazd. 

## Historique
Les Carnets de l'Iliazd-Club ont vu le jour en 1990 à l'instigation conjointe d'Hélène Zdanevitch-Iliazd, veuve d'Iliazd, François Chapon, conservateur en chef de la Bibliothèque littéraire Jacques Doucet, Louis Barnier, imprimeur d'art et provéditeur-inquisiteur du Collège de 'Pataphysique, et Régis Gayraud, exégète de l'œuvre d'Iliazd. Dans sa présentation du premier numéro des Carnets, François Chapon, premier président de l'association, affirmant la filiation avec le Stendhal-Club tel que le définissait au début du XXe siècle Paul Léautaud, donnait le ton de ce que serait la nouvelle association : « Il ne s'agit pas de créer une de ces sociétés où le balancement mutuel des encensoirs et l'observation de la loi de 1901 sur les associations requièrent l'énergie de spécialistes patentés. Ni le non-conformisme d'Iliazd, ni l'aspect protéiforme de son activité [...] ne se prêteraient à une célébration académique et codifiée. [...] Aussi cet Iliazd-Club ne sera pas seulement un cercle d'affinités entre initiés à une même ferveur, mais aussi le lieu d'une confrontation : impressions comparées, certes, recoupements d'informations, rassemblement de matériaux et dans les voix les plus diverses, témoignages enfin sur une personnalité singulière ».
En vingt-quatre années d'existence, entre 1990 et 2014, l'Iliazd-Club a publié huit numéros de sa revue. Les Carnets de l'Iliazd-Club bénéficient d'une aide éditoriale du Centre national du livre et sont édités depuis l'origine grâce à la collaboration technique des éditions Clémence Hiver, qui en ont conçu la maquette. La revue a comme directeur le président de l'Iliazd-Club. Cette fonction a été assurée successivement par François Chapon (1990-1993) et par François Mairé (depuis 1993). Depuis 2009, la revue s'est dotée d'un comité scientifique international.

## Politique de la revue
Dès l'origine, la volonté des créateurs des Carnets de l'Iliazd-Club a été de publier une revue qui allierait qualité scientifique et qualité éditoriale, en harmonie avec l'exigence qui animait Iliazd dans ses propres travaux d'édition. Il en est résulté un concept unique parmi les revues de sociétés savantes. Chaque numéro des Carnets présente des inédits d'Iliazd ainsi que des études de niveau universitaire, mais aussi des réalisations purement éditoriales qu'il est inhabituel d'observer dans le cadre de ce genre de publications : vignettes en quadrichromie contrecollées, dépliants, et même disques compacts viennent illustrer des textes composés avec soin sur un papier de qualité. Les premiers numéros de la revue sont devenus des raretés bibliophiliques recherchées par les amateurs.

## Sommaire des numéros
- n°1 (1990) - 128 pages, illustrations au trait
  - Iliazd : Neuf poèmes, traduits du russe par André Markowicz
  - En approchant Eluard, dossier établi par Régis Gayraud
  - Un voyage en Grèce, par Hélène Iliazd
  - Journal de la mère d'Iliazd (1902), par Valentina Zdanevitch, traduit par Hélène Flamant
  - Bibliographie des ouvrages en langue française citant Iliazd, établie par Régis Gayraud
- n°2 (1992) - 132 pages, vignettes en noir et blanc
  - Quatre sonnets d'"Afat", traduits par André Markowicz
  - Lettre à Ardengo Soffici (50 années de futurisme russe), édition établie par Régis Gayraud
  - Seize lettres : Correspondance Iliazd-Tzara, édition établie par Régis Gayraud
  - Lettres et articles sur la guerre au Caucase, dossier établi par Luigi Magarotto, traductions par Régis Gayraud
  - Iliazd et les chats, par Hélène Iliazd
  - Journal de la mère d'Iliazd (2e épisode), par Valentina Zdanevitch, traduit par Hélène Flamant
  - Bibliographie des ouvrages en langue française citant Iliazd, établie par Régis Gayraud (suite)
- n°3 (1994) - 128 pages + 8 pages quadrichromie
  - Hommage à Hélène Iliazd
  - Dossier Pirosmani, établi par Régis Gayraud
- n°4 (1997) - 144 pages et reproductions quadrichromie
  - Iliazd et ses peintres, dossier établi par Régis Gayraud
- n°5 aéro-numéro (2000) - 32 pages + dépliant en couleurs et CD
  - Dossier Roland Garros
  - L'épopée de l'aviation au début du XXe siècle, par Henri Douard
- n°6 (2005) - 152 pages + 8 pages quadrichromie
  - Iliazd, la dimension architecturale, par Elizabeth Klosty Beaujour
  - "Elle, vagabette...", trois documents du fonds Delaunay de la BNF (1922-1923), présentés et annotés par Régis Gayraud
  - "Le Courtisan grotesque", histoire d'une coopération lente et féconde entre deux géants du livre : Iliazd et Joan Miró, par Françoise Novarina-Raslovleff
  - Bibliographie des livres imprimés édités par Iliazd, par François Mairé
- n°7 (2010) - 224 pages + dépliants et 28 pages quadrichromie
  - Iliazd et l'imprimerie Union, par Antoine Perriol
  - Correspondance croisée Iliazd-Dimitri Snégaroff, traduite et présentée par Régis Gayraud et Michel Viel
  - Dimitri Snégaroff, témoignage par Michel Viel
  - "La Argentina", un livre « retrouvé » réalisé par Iliazd et imprimé sur les presses d'Union en 1956, par François Mairé
  - Iliazd dans et hors l'émigration russe en France, par Régis Gayraud
  - Conférence "L'Iliazde" de 1922, version intégrale traduite et commentée par Régis Gayraud
  - Inventaire des textes et notes de travail contenues dans les agendas, carnets et cahiers d'Iliazd de 1921 à 1975 conservées dans le Fonds Iliazd, établi par Régis Gayraud et François Mairé
- n°8 (2014) - 268 pages + 1 dépliant et 54 pages quadrichromie, illustrations in-texte
  - "Poésie de mots inconnus" et le débat lettriste : prétexte et contexte, par Françoise Le Gris
  - D'un texte à l'autre, Iliazd-Isou, une confrontation, par Régis Gayraud
  - Iliazd et la série C de la Boîte-en-valise de Marcel Duchamp, par Antoine Perriol
  - Iliazd : "La Cause occulte de l'abdication du roi Edouard VIII", manuscrit présenté et annoté par François Mairé